# Lacus Hiemalis

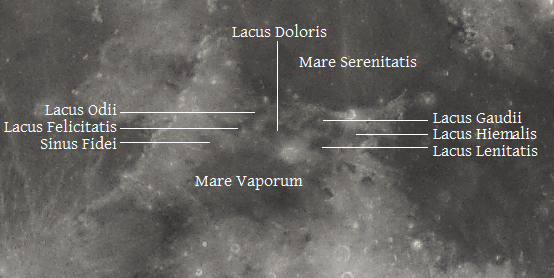
Localització del Lacus Hiemalis a l'interior de la Terra Nivium

El Lacus Hiemalis (en llatí, "Llac de l'Hivern") és una petita mar lunar situada a la regió de Terra Nivium. Està localitzada a les coordenades selenogràfiques 15.0° Nord, 14.0° Est, i compta amb un diàmetre envolupant d'uns 50 km.

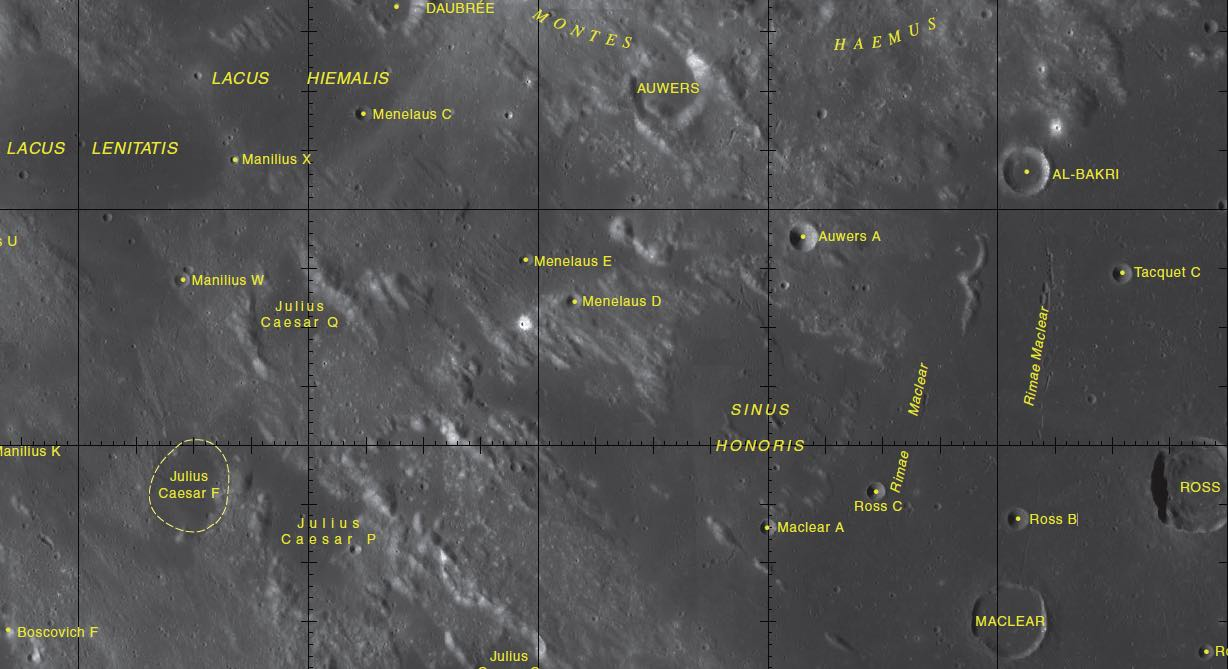
Localització del Lacus Hiemalis (centre superior esquerre)

Es troba al nord-est del Lacus Lenitatis, amb el cràter Daubrée al nord-est i el cràter satèl·lit Menelau C en el seu interior, al costat del sector sud-oriental del seu contorn. El nom del llac va ser adoptat per la Unió Astronòmica Internacional en 1976.